# Tomáš Fučík (lední hokejista)
Tomáš Fučík (* 17. březen 1994, Třebíč) je česko-polský hokejový brankář, hrající za tým GKS Tychy v Polské hokejové lize. Na mezinárodní úrovni reprezentuje Polsko.

## Kariéra
Fučík je odchovancem týmu SK Horácká Slavia Třebíč. Před rokem 2012 hrál za Třebíč a Havlíčkův Brod v různých českých mládežnických ligách, později se přesunul do Dukly Jihlava, kde mimo starty v juniorské extralize odchytal jedno utkání v 2. nejvyšší soutěži. Po dvou letech, byl přesunut do týmu HC Energie Karlovy Vary, tam se účastnil s týmem do 20 let ruské multinárodní MHL. Souběžně odchytal tři zápasy za tři kluby z tří různých českých lig, mimo jiné naskočil za Liberec do svého prvního, a prozatím jediného, zápasu v české extralize.
V létě 2015 podepsal smlouvu s týmem Orli Znojmo, stal se náhradním brankářem za Patrikem Nechvátalem. Za klub v EBEL lize odchytal devět utkání. V sezonách 2016/2017 a 2017/2018 odehrál 49 utkání v polské nejvyšší hokejové lize. Mezi lety 2018 a 2021 vystřídal 5 jiných klubů, výraznější počet startů si ale připsal pouze ve slovenské Žilině a polském Gdaňsku. Na konci roku 2021 si zajistil angažmá již ve třetím polském klubu – GKS Tychy. Zde stabilně odchytal 2 celé sezony s vynikající úspěšností zákroků. Na mezinárodní úrovni Polsko reprezentoval na Mistrovství světa v ledním hokeji 2024.

## Osobní život
V Polsku si i přes předsudky našel svůj druhý domov a také se tam seznámil se svojí manželkou. Jeho domovským městem je Havířov. Na jaře roku 2024 získal (i kvůli skutečným polským kořenům) polské občanství, díky tomu se mohl stát brankářskou dvojkou v polském národním hokejovém týmu na MS 2024.

## Statistiky

### Klubové statistiky
| 2009/2010                    | SK Horácká Slavia Třebíč U16 | ČHL-16                       | 1   | 2,00 | 94,30  |    |     |    |   |
| 2009/2010                    | SK Horácká Slavia Třebíč U18 | ČHL-18                       | 28  | 5,44 | 89,90  |    |     |    |   |
| 2010/2011                    | HC Rebel Havlíčkův Brod U18  | ČHL-18                       | 20  | 3,38 | 91,16  |    |     |    |   |
| 2011/2012                    | SK Horácká Slavia Třebíč U18 | 1. ČHL-18                    | 21  | 2,91 | 88,90  |    |     |    |   |
| 2011/2012                    | SK Horácká Slavia Třebíč U20 | 1. ČHL-20                    | 1   | 0,00 | 100,00 |    |     |    |   |
| 2012/2013                    | HC Dukla Jihlava U20         | ČHL-20                       | 27  | 3,06 | 91,30  |    |     |    |   |
| 2012/2013                    | HC Dukla Jihlava             | 1. ČHL                       | 1   | 0,00 | 100,00 | 0  | 0   | 1  | 0 |
| 2013/2014                    | HC Dukla Jihlava U20         | ČHL-20                       | 39  | 2,78 | 91,36  |    |     |    |   |
| 2013/2014                    | HC Dukla Jihlava             | 1. ČHL                       | 0   | —    | —      | —  | —   | —  | — |
| 2014/2015                    | HC Energie Karlovy Vary U20  | MHL                          | 22  | 2,34 | 89,20  | 2  | 12  | 4  | 5 |
| 2014/2015                    | Bílí Tygři Liberec           | ČHL                          | 1   | 4,00 | 86,20  | 0  | 0   | 1  | 0 |
| 2014/2015                    | HC Benátky nad Jizerou       | 1. ČHL                       | 1   | 2,47 | 91,30  | 0  | 4   | 2  | 0 |
| 2014/2015                    | HC Baník Sokolov             | 2. ČHL                       | 1   | 1,00 | 93,80  | 0  | 1   | 0  | 0 |
| 2015/2016                    | Orli Znojmo                  | EBEL                         | 9   | 3,25 | 88,00  | 1  | 3   | 4  | 0 |
| 2016/2017                    | JKH GKS Jastrzębie           | PHL                          | 27  | 2,19 | 93,01  |    |     |    |   |
| 2017/2018                    | JKH GKS Jastrzębie           | PHL                          | 22  | 2,11 | 93,47  |    |     |    |   |
| 2018/2019                    | Hull Pirates                 | NIHL 1                       | 6   |      | 96,20  |    |     |    |   |
| 2018/2019                    | MsHK DOXXbet Žilina          | SkHL                         | 26  | 3,23 | 91,75  |    |     |    |   |
| 2019/2020                    | Lotos PKH Gdańsk             | PHL                          | 49  | 2,04 | 93,21  | 4  | 26  | 23 | 0 |
| 2020/2021                    | HC Dukla Jihlava             | 1. ČHL                       | 9   | 2,32 | 90,50  | 1  | 5   | 4  | 0 |
| 2021/2022                    | AZ Heimstaden Havířov        | 1. ČHL                       | 10  | 2,78 | 89,20  | 0  | 1   | 6  | 0 |
| 2021/2022                    | GKS Tychy                    | PHL                          | 24  | 2,41 | 92,18  | 1  | 12  | 9  | 0 |
| 2022/2023                    | GKS Tychy                    | PHL                          | 48  | 2,13 | 93,05  | 2  | 29  | 17 | 0 |
| 2023/2024                    | GKS Tychy                    | PHL                          | 46  | 2,04 | 93,38  | 8  | 28  | 17 | 0 |
| 2024/2025                    | GKS Tychy                    | PHL                          | 44  | 2,06 | 92,65  | 4  | 31  | 13 | 0 |
| Polská hokejová liga celkově | Polská hokejová liga celkově | Polská hokejová liga celkově | 260 | 2,16 | 93,02  | 15 | 100 | 56 | 0 |

### Reprezentace
| 2024                                 | Polská hokejová reprezentace         | MS                                   | 2 | 2,16 | 94,20 | 0 | 0 | 2 | 0 |
| 2025                                 | Polská hokejová reprezentace         | MS IA                                | 3 | 2,67 | 90,40 | 0 | 1 | 2 | 0 |
| Polská hokejová reprezentace celkově | Polská hokejová reprezentace celkově | Polská hokejová reprezentace celkově | 5 | 2,47 | 91,92 | 0 | 1 | 4 | 0 |